# Grande Prêmio de Singapura de 2016
Grande Prêmio de Singapura de 2016 (formalmente denominado 2016 Formula 1 Singapore Airlines Singapore Grand Prix) foi a decima quarta etapa da temporada de 2016 da Fórmula 1. Foi disputado no dia 18 de setembro de 2016 no Circuito Urbano de Marina Bay, Singapura.
Essa corrida foi vencida por Nico Rosberg, sendo este Grande Prêmio o número 200 da sua carreira.

## Relatório

### Antecedentes
A Venda
Foi confirmada nesta quarta-feira (7) a aquisição da Fórmula 1 pela Liberty Media Corporation. O conglomerado de telecomunicações dos Estados Unidos adquiriu a categoria principal do automobilismo mundial de um consórcio de acionistas liderados pela CVC Capital Partners. O negócio será feito em duas etapas. Neste primeiro momento, a empresa americana comprou 18,7% das ações da CVC por US$ 746 milhões em dinheiro. O restante das ações, que totalizam 35%, passarão para os novos donos apenas primeiro quadrimestre de 2017. A Liberty Media investirá US$ 4,4 bilhões no negócio e assumirá débitos de US$ 4,1 bilhões da F1, em um acordo que totaliza US$ 8,7 bilhões (cerca de R$ 27 bilhões).
A Liberty Media Corporation é um conglomerado de empresas americanas da área das telecomunicações comandada pelo milionário John Malone. A companhia, de sede no estado de Colorado, é uma das donas da Discovery Communications, dos canais de TV DirecTV Sports e Starz, da rádio SiriusXM e possui o time de beisebol Atlanta Braves. A empresa também detém  pequenas porções de gigantes como Time Warner e Viacom.
O empresário americano Chase Carey, vice-presidente do estúdio de cinema 21st Century Fox, foi nomeado como Chairman, chefe do conselho de diretores, substituindo Peter Brabeck-Letmathe, que executou a função durante os últimos três anos. Diretor executivo da Fórmula 1 e responsável pelos direitos comerciais da categoria, Bernie Ecclestone segue com as mesmas funções, pelo menos pelos próximos três anos.
Após a conclusão da negociação, a Liberty Media assume controle do Formula One Group, porção de empresas responsáveis pela promoção do campeonato de F1 e pelos direitos comerciais da categoria. A empresa americana anunciou que renomeará o grupo. O consórcio liderado pela CVC continuará com 65% do Formula One Group, terá lugar no conselho de diretores, mas não terá mais o controle do capital votante, perdendo influência nas decisões. Na nova organização, o poder de decisão ficará concentrado nas mãos de Bernie Ecclestone e Chase Carey.

### Treino Classificatório
Q1
O Q1 foi marcado pela queda precoce de Sebastian Vettel. Com um grave problema na suspensão, o alemão tirava uma das rodas dianteiras demasiadamente do chão a cada zebra que passava. Na última posição, o tetracampeão precisou recolher para os boxes e os mecânicos não conseguiram consertar o problema a tempo. Também caíram fora: Kevin Magnussen (Renault), Felipe Nasr (Sauber), Jolyon Palmer (Renault), Pascal Wehrlein (Manor) e Esteban Ocon (Manor). O mais veloz na primeira parte do treino foi Ricciardo, com 1m44s255, seguido por Raikkonen, Verstappen, Hamilton, Button, Kvyat e Rosberg. Massa avançou em 13º, Bottas em 15º. Ericsson ficou com a 16ª e última vaga no Q2.
Q2
O Q2 marcou as quedas dos dois pilotos da Williams, Felipe Massa e Valtteri Bottas.  Eles estavam no top 10 nos minutos finais quando tiraram o pé em suas últimas tentativas de voltas rápidas por causa de uma bandeira amarela provocada pela batida de Romain Grosjean. Nesse meio tempo, Pérez e Alonso melhoraram seus tempos e empurraram a dupla para a zona de corte. A equipe inglesa reclamou com a direção de prova, afirmando que os pilotos haviam feito suas voltas rápidas sob bandeira amarela, mas não adiantou. Os demais eliminados foram: Jenson Button (McLaren), Esteban Gutiérrez (Haas), Grosjean (Haas) e Marcus Ericsson (Sauber). A Mercedes, com Rosberg e Hamilton, deram as cartas no Q2. A RBR veio a seguir com Ricciardo e Verstappen. A dupla, porém, usou apenas os pneus supermacios, poupando os ultramacios, ao contrário dos rivais da equipe alemã.
Q3
O Q3 atrasou em 10 minutos para a reparação da barreira de proteção, danificada pela batida de Grosjean, e para os comissários analisarem a reclamação da Williams. Nico Hulkenberg e Fernando Alonso foram os primeiros a completarem volta, mas logo foram batidos por Daniel Ricciardo, que anotou 1m43s741. Nico Rosberg veio na sequência e cravou 1m42s584, assumindo a primeira posição. Lewis Hamilton apareceu logo depois e marcou o segundo tempo, 1m43s288, sete décimos mais lento que o companheiro. Kimi Raikkonen foi outro a passar Ricciardo, que caiu para quarto, à frente do parceiro Max Verstappen, o quinto.

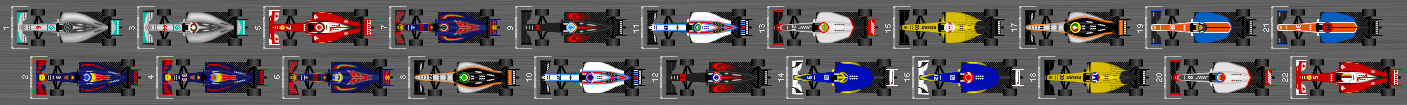
Grid de Largada

### Corrida
O pole position Nico Rosberg largou com segurança e segurou a ponta, seguido por Ricciardo e Hamilton, que também mantiveram-se em suas posições. Partindo de 4º, Verstappen demorou a arrancar e caiu para 8º, sendo superado por Raikkonen, Alonso, Sainz e Kvyat. Ao desviar da RBR do holandês, o espanhol da STR acabou imprensando e tocando em Hulkenberg, que rodou em plena reta e bateu no muro. Felipe Massa aproveitou a confusão e subiu de 11º para 9º. Nasr ganhou uma posição e foi para 17º. Na confusão da largada, Bottas furou um pneu e Button quebrou a asa dianteira, ambos precisando ir para os boxes.
O acidente de Hulkenberg provocou a entrada do safety car. Após o carro da Force India ser retirado, a corrida foi retomada na 3ª volta. A direção de prova se precipitou e autorizou a relargada enquanto um fiscal tirava detritos da pista, colocando a segurança do funcionário em risco. O homem saiu correndo enquanto os carros se aproximavam em alta velocidade.
Partindo da 21ª e última colocação e de pneus macios (faixa amarela), Vettel vinha escalando o pelotão e, em poucas voltas, já aparecia em 15º. Em 7º, Carlos Sainz recebeu uma bandeira preta e laranja da direção de prova, sendo obrigado a ir aos boxes para retirar um pedaço do defletor lateral de seu carro, que estava pendurado. Em dez voltas, o líder Rosberg abriu 5s de vantagem para Ricciardo que, por sua vez, abriu 2s5 para Hamilton. Em 4º, Raikkonen tentava não perder contado com o britânico da Mercedes. Esteban Ocon foi punido com 5s (possível de ser cumprido após um pit stop) por fazer ultrapassagem durante safety car. Vettel passou Nasr e subiu para 11º. E com o início dos pit stops, na 15ª volta, o alemão entrou na zona de pontuação. Na primeira rodada de pit stops, Rosberg perdeu tempo nos boxes, devido a demora na fixação do pneu direito. Mesmo assim, o alemão se manteve na liderança, seguido por Ricciardo, Hamilton e Raikkonen. As equipes de ponta adotaram estratégias diferentes. Enquanto a dupla da Mercedes trocou os ultramacios (roxos) pelos macios (amarelos), os pilotos da RBR colocaram mais um jogo de supermacios (vermelhos). Raikkonen trocou os ultramacios (roxos) pelos supermacios (vermelhos). Com estratégias diferentes de corridas, Pérez e Vettel não haviam parado nos boxes ainda, e apareciam em quinto e sexto. Massa era o 10º e Nasr, o 12º. Kvyat e Verstappen, que trocaram de equipe no meio da temporada, passaram a protagonizar um duelo de tirar o fôlego. A disputa valia muito mais que a 8ª colocação. Rebaixado da RBR para a STR para dar lugar ao holandês, o russo não queria, de jeito nenhum, deixar seu algoz passá-lo na pista. Verstappen tentou diversas vezes, mas Kvyat fez jogo duro - e limpo - e segurou a posição.
Quinto colocado, Vettel, enfim, parou nos boxes, e retornou exatamente ao lado de Felipe Nasr, o 13º. Os dois fizeram várias curvas lado a lado e o alemão ganhou a posição. Bela briga entre Sainz, Vettel e Gutiérrez pelo 10º lugar. Alemão levou a melhor.
Nono colocado, Massa é um dos primeiros a fazer a segunda parada nos boxes e retorna em 13º, atrás de Nasr. A briga do momento passou a ser entre Gutiérrez, Pérez e Verstappen. Com direito a “drible”, holandês da RBR tomou o 10º lugar do mexicano da Force India.
Com pneus supermacios, Raikkonen se aproximou de Hamilton, que usava compostos macios. O “Homem de Gelo” deu o bote, chegou a tocar rodas com o britânico e ganhou a 3ª colocação.
Na segunda rodada de pist stops, todos os primeiros colocados optaram por pneus macios (faixa amarela), com exceção de Verstappen, que optou pelos supermacios (faixa vermelha). Rosberg manteve-se na ponta, seguido por Ricciardo e Raikkonen. Hamilton foi o último dos quatro a parar e perdeu contato com o finlandês, ficando com 5s de desvantagem. Felipe Massa ultrapassou Esteban Gutiérrez e subiu para 11º. Valtteri Bottas recolheu para a garagem e abandonou. Voltas antes, o finlandês havia precisado ter o cinto de segurança arrumado pelos mecânicos durante o pit stop e caiu para 19º e penúltimo lugar.
Em 4º lugar, Hamilton apertou o ritmo para  tentar tirar os 5s de desvantagem para Raikkonen. Com estratégia diferente dos demais, Vettel fez seu segundo pit stop, colocou um novo jogo de pneus supermacios (faixa vermelha) e retornou em sexto. Quinze voltas depois de sua segunda parada, Massa voltou aos boxes e colocou mais um jogo de pneus ultramacios (faixa roxa). Jenson Button recolheu para os boxes e foi mais um a abandonar. Com dificuldades de alcançar Raikkonen, Hamilton optou por um plano B, de três paradas e colocou um jogo de pneus supermacios (faixa vermelha). A mudança de tática da Mercedes forçou a Ferrari a mudar de planos e chamar o finlandês para os boxes. Só que a equipe alemã levou a melhor no jogo de estratégias e Kimi voltou atrás do britânico. Para evitar também ser surpreendido por Hamilton, a RBR também chamou Ricciardo para os boxes para o terceiro pit stop. O australiano colocou um novo jogo de compostos macios e manteve a segunda posição. Com Ricciardo, Hamilton e Raikkonen tendo feito um pit stop a mais, os holofotes se viraram para Rosberg. Com 28s de frente, o líder da prova faria mais uma parada também? A Mercedes chegou a pensar em chamar o alemão para os boxes, mas no fim decidiu mantê-lo na pista. Porém, ele começou a virar 3s mais lento que os rivais e, em poucas voltas, sua vantagem despencou para menos de 20s. Um safety car, a essa hora, significaria que o alemão não teria pneus para segurar os rivais.
Restando sete voltas para o fim, a diferença entre Rosberg e Ricciardo caiu para menos de 10s. A vantagem de Rosberg para Ricciardo continuava caindo. Faltando cinco voltas para o fim, o australiano estava a apenas 5s do alemão. No entanto, o piloto da RBR perdeu tempo com Massa e Gutiérrez, retardatários, o que atrapalhou sua caça ao líder. Ricciardo chegou de vez na última volta. Pressionado, Rosberg não podia cometer um erro senão a vitória lhe escaparia. Mas o alemão manteve a frieza e conseguiu cruzar a linha de chegada com menos de meio segundo de vantagem para o australiano e Hamilton completou o pódio em terceiro.

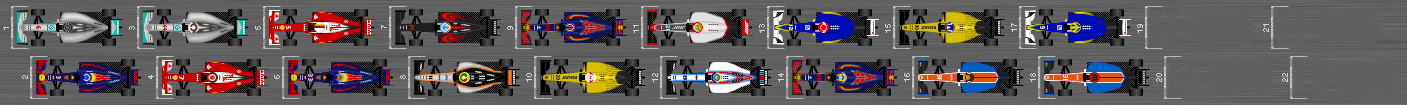
Resultado da Corrida

## Pneus
| Nome do Composto | Cor | Banda de Rolamento | Condições de Condução | Dry Type  | Aderência      | Longevidade   |
| ---------------- | --- | ------------------ | --------------------- | --------- | -------------- | ------------- |
| Ultra Macio      |     | Slick (P Zero)     | Seco                  | Ultrasoft | Mais Aderência | Menos Durável |
| Super Macio      |     | Slick (P Zero)     | Seco                  | Supersoft | Mais aderência | Menos durável |
| Macio            |     | Slick (P Zero)     | Seco                  | Soft      | Médio          | Médio         |

## Resultados

### Treino Classificatório
| Pos.                     | Nº | Piloto            | Construtor           | Q1       | Q2       | Q3       | Grid |
| ------------------------ | -- | ----------------- | -------------------- | -------- | -------- | -------- | ---- |
| 1                        | 6  | Nico Rosberg      | Mercedes             | 1:45.316 | 1:43.020 | 1:42.584 | 1    |
| 2                        | 3  | Daniel Ricciardo  | Red Bull-TAG Heuer   | 1:44.255 | 1:43.933 | 1:43.115 | 2    |
| 3                        | 44 | Lewis Hamilton    | Mercedes             | 1:45.167 | 1:43.471 | 1:43.288 | 3    |
| 4                        | 33 | Max Verstappen    | Red Bull-TAG Heuer   | 1:45.036 | 1:44.112 | 1:43.328 | 4    |
| 5                        | 7  | Kimi Raikkonen    | Ferrari              | 1:44.964 | 1:44.159 | 1:43.540 | 5    |
| 6                        | 55 | Carlos Sainz Jr.  | Toro Rosso-Ferrari   | 1:45.499 | 1:44.493 | 1:44.197 | 6    |
| 7                        | 26 | Daniil Kvyat      | Toro Rosso-Ferrari   | 1:45.291 | 1:44.475 | 1:44.469 | 7    |
| 8                        | 27 | Nico Hulkenberg   | Force India-Mercedes | 1:46.081 | 1:44.737 | 1:44.479 | 8    |
| 9                        | 14 | Fernando Alonso   | McLaren-Honda        | 1:45.373 | 1:44.653 | 1:44.553 | 9    |
| 10                       | 11 | Sergio Pérez      | Force India-Mercedes | 1:45.204 | 1:44.703 | 1:44.582 | 18 1 |
| 11                       | 77 | Valtteri Bottas   | Williams-Mercedes    | 1:46.086 | 1:44.740 | —        | 10   |
| 12                       | 19 | Felipe Massa      | Williams-Mercedes    | 1:46.056 | 1:44.991 | —        | 11   |
| 13                       | 22 | Jenson Button     | McLaren-Honda        | 1:45.262 | 1:45.144 | —        | 12   |
| 14                       | 21 | Esteban Gutierrez | Haas-Ferrari         | 1:45.465 | 1:45.593 | —        | 13   |
| 15                       | 8  | Romain Grosjean   | Haas-Ferrari         | 1:45.609 | 1:45.723 | —        | 20 2 |
| 16                       | 9  | Marcus Ericsson   | Sauber-Ferrari       | 1:46.427 | 1:47.827 | —        | 14   |
| 17                       | 20 | Kevin Magnussen   | Renault              | 1:46.825 | —        | —        | 15   |
| 18                       | 12 | Felipe Nasr       | Sauber-Ferrari       | 1:46.860 | —        | —        | 16   |
| 19                       | 30 | Jolyon Palmer     | Renault              | 1:46.960 | —        | —        | 17   |
| 20                       | 94 | Pascal Wehrlein   | MRT-Mercedes         | 1:47.667 | —        | —        | 19   |
| 21                       | 31 | Esteban Ocon      | MRT-Mercedes         | 1:48.296 | —        | —        | 21   |
| 22                       | 5  | Sebastian Vettel  | Ferrari              | 1:49.116 | —        | —        | 22   |
| Tempo dos 107%: 1:51.552 |    |                   |                      |          |          |          |      |
| Fonte:                   |    |                   |                      |          |          |          |      |

Notas
↑1  - Sergio Pérez (Force India) perdera oito posições no grid por ignorar duas bandeiras amarelas.
↑2  - Romain Grosjean (Haas) perdera cinco posições no grid por troca de caixa de câmbio.
↑3  - Sebastian Vettel (Ferrari) perdera 25 posições no grid por uma nova troca de caixa de câmbio, motor e elementos associados no carro.

### Corrida
| Pos.   | Nu. | Piloto            | Construtor           | Voltas | Tempo/Retirado   | Grid | Pontos |
| ------ | --- | ----------------- | -------------------- | ------ | ---------------- | ---- | ------ |
| 1      | 6   | Nico Rosberg      | Mercedes             | 61     | 1:55:48.950      | 1    | 25     |
| 2      | 3   | Daniel Ricciardo  | Red Bull-TAG Heuer   | 61     | +0.488           | 2    | 18     |
| 3      | 44  | Lewis Hamilton    | Mercedes             | 61     | +8.038           | 3    | 15     |
| 4      | 7   | Kimi Raikkonen    | Ferrari              | 61     | +10.219          | 5    | 12     |
| 5      | 5   | Sebastian Vettel  | Ferrari              | 61     | +27.694          | 22   | 10     |
| 6      | 33  | Max Verstappen    | Red Bull-TAG Heuer   | 61     | +1:11.197        | 4    | 8      |
| 7      | 14  | Fernando Alonso   | McLaren-Honda        | 61     | +1:29.198        | 9    | 6      |
| 8      | 11  | Sergio Pérez      | Force India-Mercedes | 61     | +1:51.062        | 10   | 4      |
| 9      | 26  | Daniil Kvyat      | Toro Rosso-Ferrari   | 61     | +1:51.557        | 7    | 2      |
| 10     | 20  | Kevin Magnussen   | Renault              | 61     | +1:59.952        | 16   | 1      |
| 11     | 21  | Esteban Gutierrez | Haas-Ferrari         | 60     | +1 volta         | 13   |        |
| 12     | 19  | Felipe Massa      | Williams-Mercedes    | 60     | +1 volta         | 11   |        |
| 13     | 12  | Felipe Nasr       | Sauber-Ferrari       | 60     | +1 volta         | 16   |        |
| 14     | 55  | Carlos Sainz Jr.  | Toro Rosso-Ferrari   | 60     | +1 volta         | 6    |        |
| 15     | 30  | Jolyon Palmer     | Renault              | 60     | +1 volta         | 18   |        |
| 16     | 94  | Pascal Wehrlein   | MRT-Mercedes         | 60     | +1 volta         | 19   |        |
| 17     | 9   | Marcus Ericsson   | Sauber-Ferrari       | 60     | +1 volta         | 14   |        |
| 18     | 31  | Esteban Ocon      | MRT-Mercedes         | 59     | +2 voltas        | 21   |        |
| Ret    | 22  | Jenson Button     | McLaren-Honda        | 43     | Freio            | 12   |        |
| Ret    | 77  | Valtteri Bottas   | Williams-Mercedes    | 35     | Superaquecimento | 10   |        |
| Ret    | 27  | Nico Hulkenberg   | Force India-Mercedes | 0      | Colisão          | 8    |        |
| NL     | 8   | Romain Grosjean   | Haas-Ferrari         | 0      | Não Largou       | 15   |        |
| Fonte: |     |                   |                      |        |                  |      |        |

## Tabela do campeonato após a corrida
Somente as cinco primeiras posições estão incluídas nas tabelas.
| Pos | Piloto           | Pontos | Var |
| --- | ---------------- | ------ | --- |
| 1   | Nico Rosberg     | 273    | 1   |
| 2   | Lewis Hamilton   | 265    | 1   |
| 3   | Daniel Ricciardo | 179    | 0   |
| 4   | Sebastian Vettel | 153    | 0   |
| 5   | Kimi Raikkonen   | 148    | 0   |

| Pos | Construtor           | Pontos | Var |
| --- | -------------------- | ------ | --- |
| 1   | Mercedes             | 538    | 0   |
| 2   | Red Bull-TAG Heuer   | 316    | 0   |
| 3   | Ferrari              | 301    | 0   |
| 4   | Force India-Mercedes | 112    | 1   |
| 5   | Williams-Mercedes    | 111    | 1   |